# PDC Pro Tour 2013
Die PDC Pro Tour 2013 war die zwölfte Austragung der Dartsturnierserie von der PDC. Sie beinhaltete die UK Open Qualifiers, die Players Championships und die European Darts Tour. Insgesamt wurden 32 Turniere und damit 1 weniger als im Vorjahr ausgetragen – 16 Players Championships, 8 European Tour-Events und 8 UK Open Qualifiers.
Dieser Artikel enthält auch die PDC Challenge Tour, welche als Secondary Tour Event bei der PDC gewertet wird, sowie die Non-UK Affiliate Tours der PDC.

## PDC Tour Card
Um die Turniere der PDC Pro Tour spielen zu dürfen, muss man über eine PDC Tour Card verfügen. Diese ist zwei Jahre gültig.
Insgesamt werden 128 Tour Cards vergeben 1:
- (64) – 63 der Top 64 der PDC Order of Merit nach der PDC-Weltmeisterschaft 2012
- (40) – 37 Tour Card-Qualifikanten 2012
- (2) – Top 2 der PDC Youth Tour Order of Merit, welche noch nicht anders qualifiziert sind ( Chris Aubrey und  Josh Payne)
- (1) – Top 1 der Scandinavian Darts Corporation Order of Merit ( Jarkko Komula)
- (21) – 25 Qualifikanten von der Q-School 2013 (siehe unten)

### Q-School
Über die Q-School wurden die übriggebliebenen Tour Cards vergeben. Sie fand vom 17. bis 20. Januar 2013 in der Robin Park Arena in Wigan statt.
Folgende Spieler konnten sich eine Tour Card für zwei Jahre erspielen:
| Tag 1 – 17. Januar                                  | Tag 2 – 18. Januar                                    | Tag 3 – 19. Januar                                           | Tag 4 – 20. Januar                                  |
| UK Q-School                                         | UK Q-School                                           | UK Q-School                                                  | UK Q-School                                         |
| --------------------------------------------------- | ----------------------------------------------------- | ------------------------------------------------------------ | --------------------------------------------------- |
| Jyhan Artut Ricky Evans Ken MacNeil Charl Pietersen | Louis Blundell Daryl Gurney Jani Haavisto Ian Walters | Marc Dewsbury Ronny Huybrechts Campbell Jackson Andree Welge | Steve Coote Royden Lam Kevin McDine Joey Palfreyman |

Do übrig gebliebenen Tour Cards wurden über die Q-School Order of Merit an folgende Spieler vergeben:
Top 9 Q-School Order of Merit
1. Martyn Turner
2. David Pallett
3. Dan Russell
4. Edwin Max
5. Paul Amos
6. Ryan de Vreede
7. Kirk Shepherd
8. Kevin Dowling
9. Darren Johnson

## Preisgeld
Die Preisgelder der Players Championships und European Dart Tour wurden beide erhöht. Das Preisgeld der UK Open Qualifiers blieb unverändert.
Sie unterteilten sich wie folgt:
| Runde         | Players Championships | UK Open Qualifiers | European Darts Tour |
| ------------- | --------------------- | ------------------ | ------------------- |
| Sieg          | £ 10.000              | £ 6.000            | £ 20.000            |
| Finale        | £ 5.000               | £ 3.000            | £ 10.000            |
| Halbfinale    | £ 2.500               | £ 2.000            | £ 5.000             |
| Viertelfinale | £ 1.500               | £ 1.000            | £ 3.000             |
| Achtelfinale  | £ 1.000               | £ 600              | £ 2.000             |
| Letzte 32     | £ 500                 | £ 400              | £ 1.000             |
| Letzte 64     | £ 250                 | £ 200              | £ 500               |
| Total         | £ 50.000              | £ 34.600           | £ 100.000           |

## Players Championships
| Nr. | Datum      | Austragungsort | Sieger                | Ergebnis | Finalist         |
| --- | ---------- | -------------- | --------------------- | -------- | ---------------- |
| 1   | 04.05.2013 | Wigan          | Robert Thornton       | 6 : 0    | Ronny Huybrechts |
| 2   | 05.05.2013 | Wigan          | Michael van Gerwen    | 6 : 1    | Stuart Kellett   |
| 3   | 25.05.2013 | Wigan          | Jamie Caven           | 6 : 4    | Paul Nicholson   |
| 4   | 26.05.2013 | Wigan          | Jamie Caven           | 6 : 4    | Jelle Klaasen    |
| 5   | 22.06.2013 | Crawley        | Peter Wright          | 6 : 1    | Wes Newton       |
| 6   | 23.06.2013 | Crawley        | Michael van Gerwen    | 6 : 1    | Andy Hamilton    |
| 7   | 14.09.2013 | Barnsley       | Dave Chisnall         | 6 : 5    | Peter Wright     |
| 8   | 15.09.2013 | Barnsley       | Ian White             | 6 : 3    | Simon Whitlock   |
| 9   | 05.10.2013 | Dublin         | Adrian Lewis          | 6 : 4    | Brendan Dolan    |
| 10  | 06.10.2013 | Dublin         | Raymond van Barneveld | 6 : 3    | Peter Wright     |
| 11  | 19.10.2013 | Killarney      | Robert Thornton       | 6 : 5    | Jamie Caven      |
| 12  | 20.10.2013 | Killarney      | Kim Huybrechts        | 6 : 0    | Kevin Painter    |
| 13  | 02.11.2013 | Wigan          | Brendan Dolan         | 6 : 3    | Ricky Evans      |
| 14  | 03.11.2013 | Wigan          | Ian White             | 6 : 3    | Andy Jenkins     |
| 15  | 23.11.2013 | Barnsley       | Dave Chisnall         | 6 : 3    | Robert Thornton  |
| 16  | 24.11.2013 | Barnsley       | Brendan Dolan         | 6 : 1    | Jamie Robinson   |

## European Tour Events
| Nr. | Datum             | Event                     | Austragungsort  | Sieger             | Ergebnis | Finalist       |
| --- | ----------------- | ------------------------- | --------------- | ------------------ | -------- | -------------- |
| 1   | 8.–10. März       | UK Masters                | Minehead        | John Part          | 6 : 4    | Stuart Kellett |
| 2   | 30. März–1. April | European Darts Trophy     | Sindelfingen    | Wes Newton         | 6 : 5    | Paul Nicholson |
| 3   | 17.–19. Mai       | European Darts Open       | Düsseldorf      | Michael van Gerwen | 6 : 2    | Simon Whitlock |
| 4   | 31. Mai–2. Juni   | Austrian Darts Open       | Wiener Neustadt | Michael van Gerwen | 6 : 3    | Mervyn King    |
| 5   | 28.–30. Juni      | Gibraltar Darts Trophy    | Gibraltar       | Phil Taylor        | 6 : 1    | Jamie Lewis    |
| 6   | 6.–8. September   | German Darts Championship | Hildesheim      | Dave Chisnall      | 6 : 2    | Peter Wright   |
| 7   | 31. Mai–2. Juni   | German Darts Masters      | Sindelfingen    | Steve Beaton       | 6 : 5    | Mervyn King    |
| 8   | 25.–27. Oktober   | Dutch Darts Masters       | Veldhoven       | Kim Huybrechts     | 6 : 3    | Brendan Dolan  |

## UK Open Qualifiers
| Nr. | Datum      | Austragungsort | Sieger             | Ergebnis | Finalist           |
| --- | ---------- | -------------- | ------------------ | -------- | ------------------ |
| 1   | 23.02.2013 | Crawley        | Michael van Gerwen | 6 : 2    | Dave Chisnall      |
| 2   | 24.02.2013 | Crawley        | Michael van Gerwen | 6 : 2    | Brendan Dolan      |
| 3   | 16.03.2013 | Wigan          | Michael van Gerwen | 6 : 2    | Michael Smith      |
| 4   | 17.03.2013 | Wigan          | Robert Thornton    | 6 : 4    | Jamie Caven        |
| 5   | 13.04.2013 | Wigan          | Simon Whitlock     | 6 : 1    | Michael van Gerwen |
| 6   | 14.04.2013 | Wigan          | Michael van Gerwen | 6 : 5    | Kim Huybrechts     |
| 7   | 27.04.2013 | Wigan          | Kim Huybrechts     | 6 : 2    | John Part          |
| 8   | 28.04.2013 | Wigan          | Michael van Gerwen | 6 : 0    | Mervyn King        |

## Secondary Tour Events

### PDC Challenge Tour
| Nr. | Datum      | Austragungsort | Sieger                | Ergebnis | Finalist             |
| --- | ---------- | -------------- | --------------------- | -------- | -------------------- |
| 1   | 23.03.2013 | Barnsley       | Rowby-John Rodriguez  | 4 : 1    | Dirk van Duijvenbode |
| 2   | 23.03.2013 | Barnsley       | Josh Payne            | 4 : 3    | Rowby-John Rodriguez |
| 3   | 24.03.2013 | Barnsley       | Kurt Parry            | 4 : 1    | Daniel Day           |
| 4   | 20.04.2013 | Wigan          | Adam Hunt             | 4 : 2    | Ricky Evans          |
| 5   | 20.04.2013 | Wigan          | Jamie Lewis           | 4 : 1    | Chris Aubrey         |
| 6   | 21.04.2013 | Wigan          | Ross Smith            | 4 : 1    | Ricky Evans          |
| 7   | 11.05.2013 | Wigan          | Ross Smith            | 4 : 2    | Benito van de Pas    |
| 8   | 11.05.2013 | Wigan          | Graham Hall           | 4 : 3    | Ross Smith           |
| 9   | 12.05.2013 | Wigan          | Benito van de Pas     | 4 : 2    | Richard Baillie      |
| 10  | 13.07.2013 | Barnsley       | Ben Ward              | 4 : 3    | Josh Jones           |
| 11  | 13.07.2013 | Barnsley       | Ross Smith            | 4 : 1    | Sam Head             |
| 12  | 14.07.2013 | Barnsley       | Jan Dekker            | 4 : 3    | Dirk van Duijvenbode |
| 13  | 07.09.2013 | Reading        | Ben Ward              | 4 : 3    | Sam Hewson           |
| 14  | 07.09.2013 | Reading        | Luke Woodhouse        | 4 : 1    | Ben Ward             |
| 15  | 08.09.2013 | Reading        | Ricky Evans           | 4 : 3    | Ben Ward             |
| 16  | 28.09.2013 | Crawley        | Dimitri Van den Bergh | 4 : 0    | Reece Robinson       |
| 17  | 28.09.2013 | Crawley        | Matthew Dennant       | 4 : 1    | Max Hopp             |
| 18  | 29.09.2013 | Crawley        | Ross Smith            | 4 : 2    | Adam Hunt            |

## Non-UK Affiliate Tours

### Scandinavian Darts Corporation Pro Tour
| Nr. | Datum      | Austragungsort | Sieger        | Ergebnis | Finalist          |
| --- | ---------- | -------------- | ------------- | -------- | ----------------- |
| 1   | 16.02.2013 | Vääksy         | Jani Haavisto | 6 : 0    | Ulf Ceder         |
| 2   | 17.02.2013 | Vääksy         | Per Laursen   | 6 : 3    | Dennis Lindskjold |
| 3   | 11.05.2013 | Stockholm      | Jani Haavisto | 6 : 3    | Per Laursen       |
| 4   | 12.05.2013 | Stockholm      | Magnus Caris  | 6 : 2    | Ali Roberts       |
| 5   | 03.08.2013 | Kopenhagen     | Jani Haavisto | 6 : 4    | Veijo Viinikka    |
| 6   | 04.08.2013 | Kopenhagen     | Jarkko Komula | 6 : 0    | Per Laursen       |
| 7   | 28.09.2013 | Kopenhagen     | Magnus Caris  | 6 : 2    | Jarkko Komula     |
| 8   | 29.09.2013 | Kopenhagen     | Per Laursen   | 6 : 5    | Per Skau          |

### North American Pro Tour
| Nr. | Datum      | Austragungsort | Sieger       | Ergebnis | Finalist      |
| --- | ---------- | -------------- | ------------ | -------- | ------------- |
| 1   | 16.06.2013 | St. John’s     | Wayne Kelly  | 6 : 2    | Bernie Miller |
| 2   | 14.07.2013 | Kingston       | Larry Butler | 6 : 5    | John Part     |
| 3   | 20.07.2013 | Chicago        | Andre Carman | 6 : 1    | Dan Olson     |
| 4   | 21.07.2013 | Chicago        | Larry Butler | 6 : 4    | Darin Young   |
| 5   | 25.08.2013 | London         | Jim Long     | 6 : 2    | Shaun Narain  |
| 6   | 08.09.2013 | Atlantic City  | Dan Olson    | 6 : 3    | Darin Young   |
| 7   | 02.11.2013 | Sacramento     | Chris White  | 6 : 3    | Shaun Narain  |
| 8   | 03.11.2013 | Sacramento     | Darin Young  | 6 : 4    | Bernie Miller |

### Dartplayers Australia (DPA) Pro Tour
| Nr. | Datum      | Sieger         | Ergebnis | Finalist       |
| --- | ---------- | -------------- | -------- | -------------- |
| 1   | 02.02.2013 | Kyle Anderson  | 6 : 2    | John Bunyard   |
| 2   | 03.02.2013 | Kyle Anderson  | 6 : 0    | Sonny Turner   |
| 3   | 16.02.2013 | Kyle Anderson  | 6 : 3    | Bill Aitken    |
| 4   | 02.03.2013 | Tic Bridge     | 6 : 4    | Steve Duke     |
| 5   | 03.03.2013 | Tic Bridge     | 6 : 1    | Craig Gwynne   |
| 6   | 16.03.2013 | David Platt    | 6 : 4    | Adam Rowe      |
| 7   | 17.03.2013 | Laurence Ryder | 6 : 3    | Conan Ugle     |
| 8   | 07.04.2013 | Kyle Anderson  | 6 : 3    | Shane O’Connor |
| 9   | 08.04.2013 | Kyle Anderson  | 6 : 3    | Shane O’Connor |
| 10  | 11.05.2013 | Gordon Mathers | 6 : 5    | Kyle Anderson  |
| 11  | 12.05.2013 | Gordon Mathers | 6 : 3    | Kyle Anderson  |
| 12  | 25.05.2013 | Pat Orreal     | 6 : 5    | Kyle Anderson  |
| 13  | 26.05.2013 | Russell Homer  | 6 : 2    | Darren Kirk    |
| 14  | 22.06.2013 | Kyle Anderson  | 6 : 2    | Tic Bridge     |
| 15  | 23.06.2013 | James Bailey   | 6 : 2    | Rob Modra      |
| 16  | 13.07.2013 | Gordon Mathers | 6 : 3    | Kyle Anderson  |
| 17  | 14.07.2013 | Kyle Anderson  | 6 : 5    | Jamie Rundle   |
| 18  | 03.08.2013 | Chad Stack     | 6 : 5    | Beau Anderson  |
| 19  | 04.08.2013 | Steve McArthur | 6 : 3    | Gordon Mathers |

### PDPA World Championship Qualifier
Das Event war ein Turnier für die direkte Qualifikation zur PDC-Weltmeisterschaft 2014. Der Sieger startete in der 1. Runde. Der Finalist erhielt einen Platz in der Vorrunde. Teilnehmen dürfen alle Spieler, die Associate Member sind, also Mitglieder der PDPA sind.
| Spiel | Datum      | Austragungsort | Sieger     | Ergebnis | Finalist |
| ----- | ---------- | -------------- | ---------- | -------- | -------- |
| 1     | 25.11.2013 | Barnsley       | Matt Clark | 5 : 0    | Ian Moss |

### World Championship International Qualifier
Rund um die Welt fanden 13 Turniere statt, in denen man sich als Sieger einen Startplatz in der Vorrunde für die PDC-Weltmeisterschaft 2014 erspielen konnte.
| Datum      | Event                          | Sieger             | Ergebnis | Finalist          |
| ---------- | ------------------------------ | ------------------ | -------- | ----------------- |
| 14.07.2013 | New Zealand Qualifying Event   | Rob Szabo          | 3 : 2    | Mike Day          |
| 28.08.2013 | Oceanic Masters                | Beau Anderson      | 6 : 4    | Tic Bridge        |
| 29.09.2013 | South African Masters          | Devon Petersen     | 9 : 3    | Graham Filby      |
| 29.09.2013 | South Asian Qualifying Event   | Mohd Latif Sapup   | ? : ?    | Kesava Roa        |
| 13.10.2013 | Tom Kirby Memorial Trophy      | Colin McGarry      | 6 : 4    | Connie Finnan     |
| 18.10.2013 | Gleneagle Irish Masters        | Darren Webster     | 6 : 2    | Joe Cullen        |
| 20.10.2013 | Philippines Qualifying Event   | Edward Santos      | ? : ?    | Alexis Toylo      |
| 26.10.2013 | China Qualifying Event         | Royden Lam         | 5 : 0    | Deng Yin          |
| 01.11.2013 | Super League Darts Iberia      | Julio Barbero      | 10 : 9   | Dylan Duo         |
| 03.11.2013 | PDJ Japanese Qualifier         | Morihito Hashimoto | 6 : 5    | Haruki Muramatsu  |
| 10.11.2013 | West European Qualifying Event | Gino Vos           | 6 : 3    | Dick van Dijk     |
| 16.11.2013 | Super League Darts Germany     | Andree Welge       | 10 : 7   | Maik Langendorf   |
| 16.11.2013 | Super League Eastern Europe    | Mensur Suljović    | 10 : 4   | Zoran Lerchbacher |